# Hidenori Ishii
Hidenori Ishii (石井 秀典 Ishii Hidenori?, Chiba, 23 de septiembre de 1985) es un exfutbolista japonés que jugaba como defensa.

## Trayectoria

### Clubes
| Club              | País  | Año       |
| ----------------- | ----- | --------- |
| Montedio Yamagata | Japón | 2008-2014 |
| Tokushima Vortis  | Japón | 2015-2023 |